# Улица Кочиняна
Улица Кочиняна (арм. Քոչինյան փողոց) — улица в административном районе Кентрон города Еревана.

## Сведения
Улица начинается с перекрёстка улицы Теряна и Арама, пересекает улицу Павстоса Бузанда и идёт до перекрёстка улицы Амиряна и Закияна. Ранее данная улица являлась продолжением улицы Теряна. Улица была названа в честь первого секретаря ЦК Компартии Армении 1966—1974 годов Антона Кочиняна по случаю его 100-летия решением Совета старейшин Еревана от 10 сентября 2013 года.

## Памятник
25 октября 2013 года по инициативе мэра Еревана в рамках мероприятий, посвященных 100-летию Антона Кочиняна, был установлен его бюст.

## Галерея

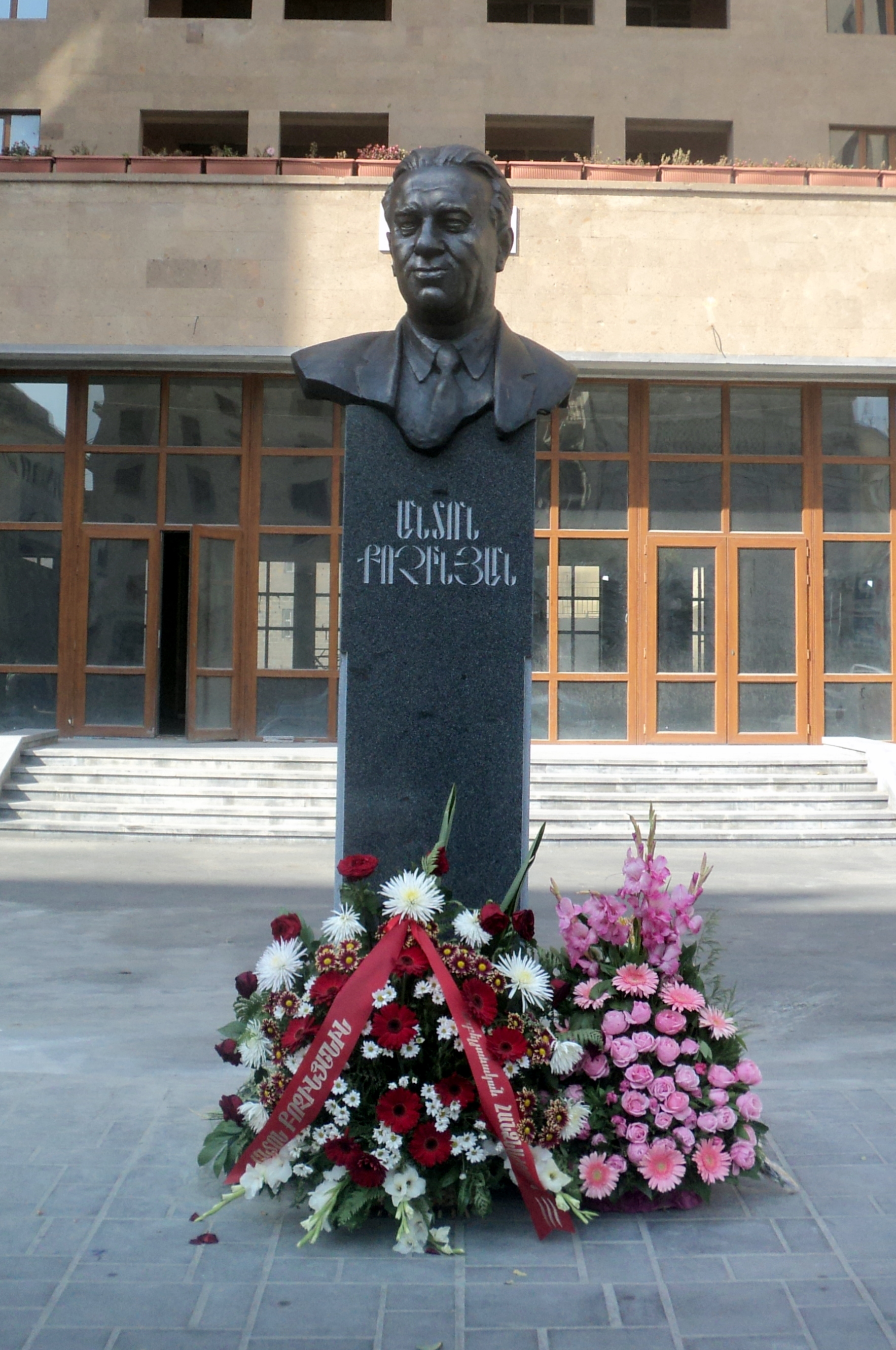
Бюст Антона Кочиняна
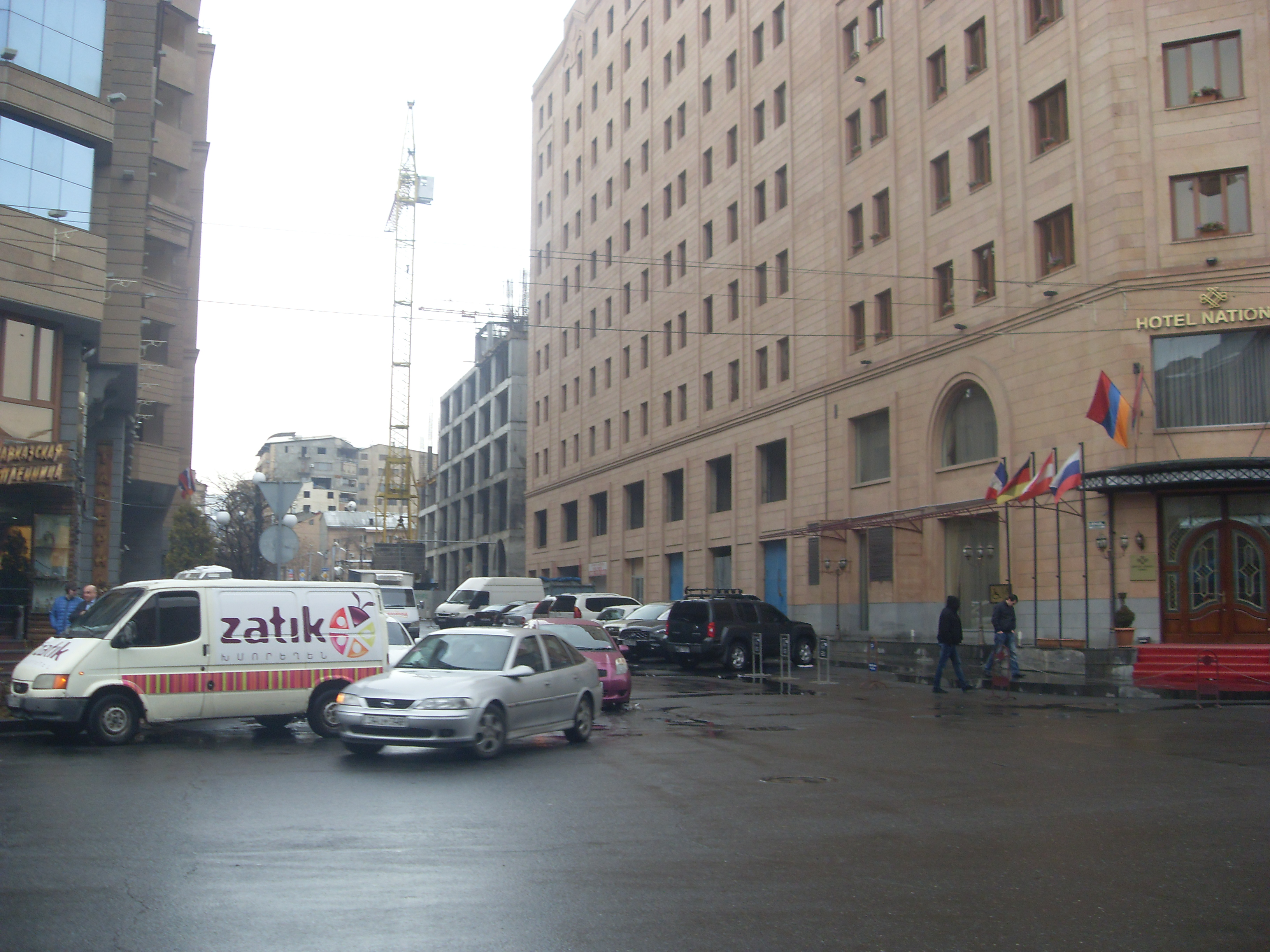
Перекресток улиц Кочиняна-Амиряна-Закяна